# Enrique Parada
Enrique Parada Salvatierra (Huacaraje, 4 novembre 1981) è un ex calciatore boliviano, di ruolo centrocampista.

## Palmarès

### Club

#### Competizioni nazionali
- Campionato boliviano: 1

San José: Clausura 2007